# Louise Laukko
Louise Laukko, född 9 maj 1992 på Laukko gård i Vesilax i Finland, död 2003, var finländsk varmblodig travhäst som tävlade mellan 1995 och 2001. Hon sprang in 1,3 miljoner dollar på 154 starter, varav 43 segrar, 20 andraplatser och 15 tredjeplatser. Hon tränades av Timo Nurmos (1995-96), Anders Lindqvist (1997-2001) och Jean-Pierre Dubois (2001). Hon kördes oftast av Jorma Kontio eller Anders Lindqvist.
Hon är ansedd som en av de bästa finska travstona någonsin, och segrade i storlopp över hela europa.

## Karriär
Louise Laukko föddes på Laukko gård i Vesilax i Finland, och sattes inledningsvis i träning hos Timo Nurmos i Torneå. Hon debuterade som treåring 1995, och startade under debutsäsongen åtta gånger, och tog sju segrar. Den största segern tog hon i Seinäjoki då hon segrade i Breeders' Crown för 3-åriga ston.
Vid fyra års ålder, 1996, segrade Louise Laukko bland annat i Breeders' Crown för 4-åriga ston på Metsämäki i Åbo. I finalen av Finskt Travderby besegrade hon för första gången kulltoppen Monster of Speed. Hon deltog även i Grand Prix l'UET på Teivo travbana, där hon kom på andra plats bakom franska Élision.

### Karriär utanför Finland
I slutet av 1996 såldes Louise Laukko till Claude Yvan Cohen i Frankrike och sattes i träning hos svensken Anders Lindqvist. Under tiden hos Lindqvist tävlade Louise Laukko med framgång i Centraleuropa och Sverige och segrade bland annat i Sweden Cup (1998), Gran Premio Palio Dei Comuni (1998) och Gran Premio Costa Azzurra (1998). Louise Laukko återvände även till Finland i Lindqvists regi, och segrade bland annat i Suur-Hollola-loppet (1998) och St. Michel-loppet (1999), som hon vann under den nya europeiska rekordtiden för ston. 1999 deltog Louise Laukko i världens mest prestigefyllda travlopp Prix d'Amérique som den femte finländska hästen någonsin. Louise Laukko kom på tolfte plats i loppet, och kördes då av Dominik Locqueneux.
År 2001 köptes Louise Laukko av Jean-Pierre Dubois, som skickade henne till Kanada, där hon tog ytterligare tre segrar under vad som skulle bli hennes sista säsong på travbanorna.